# Сан Микеле ди Ганцария
Сан Микѐле ди Ганцарѝя (на италиански: San Michele di Ganzaria, на сицилиански San Micheli di Ganzaria, Сан Микели ди Ганцария) е малко градче и община в Южна Италия, провинция Катания, автономен регион и остров Сицилия. Разположено е на 490 m надморска височина. Населението на общината е 3483 души (към 2012 г.).